# Fiat Marea
Fiat Marea – samochód osobowy klasy średniej produkowany przez włoską markę FIAT w latach 1996–2007.

## Historia i opis modelu

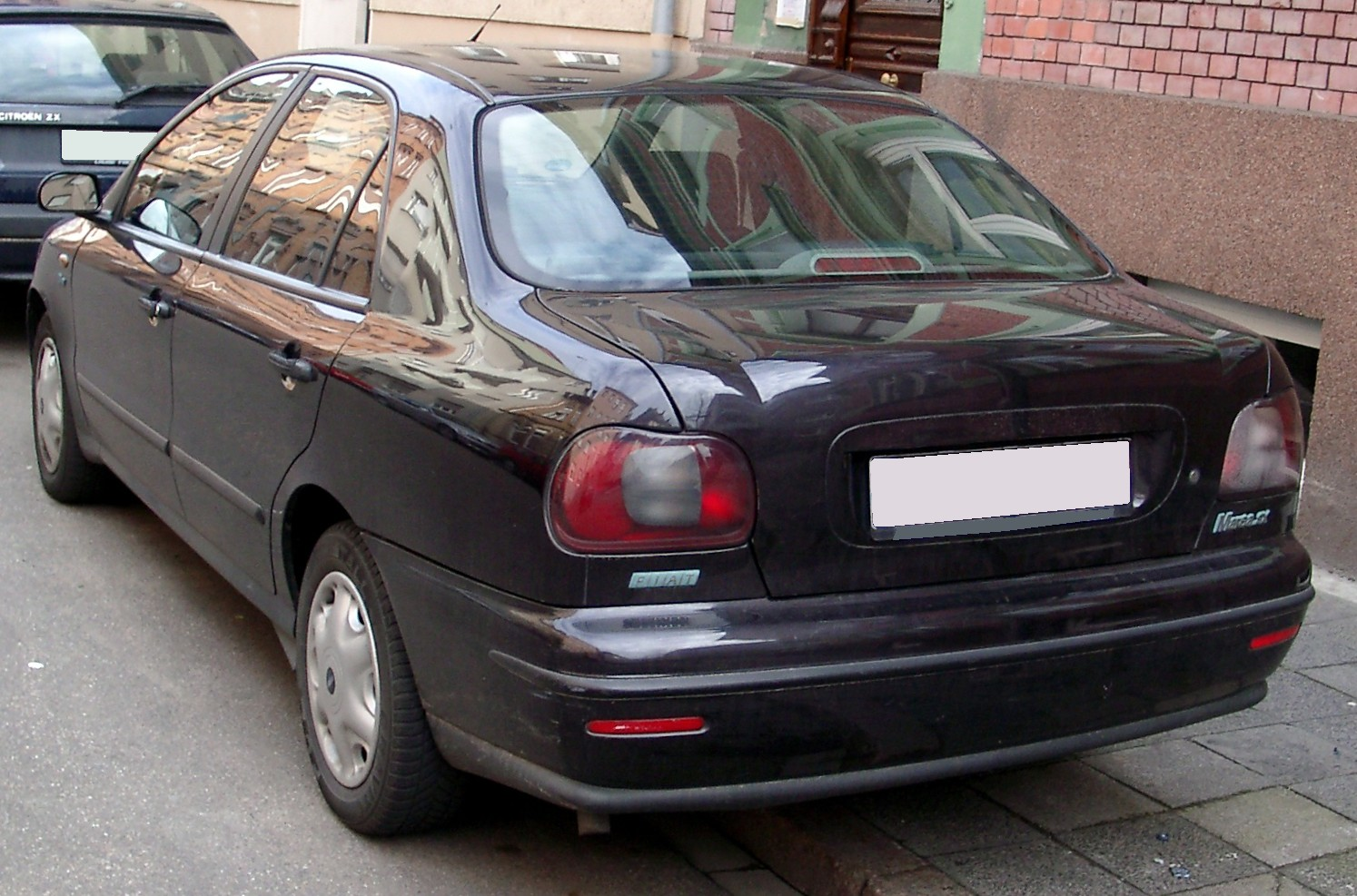
Fiat Marea - tył

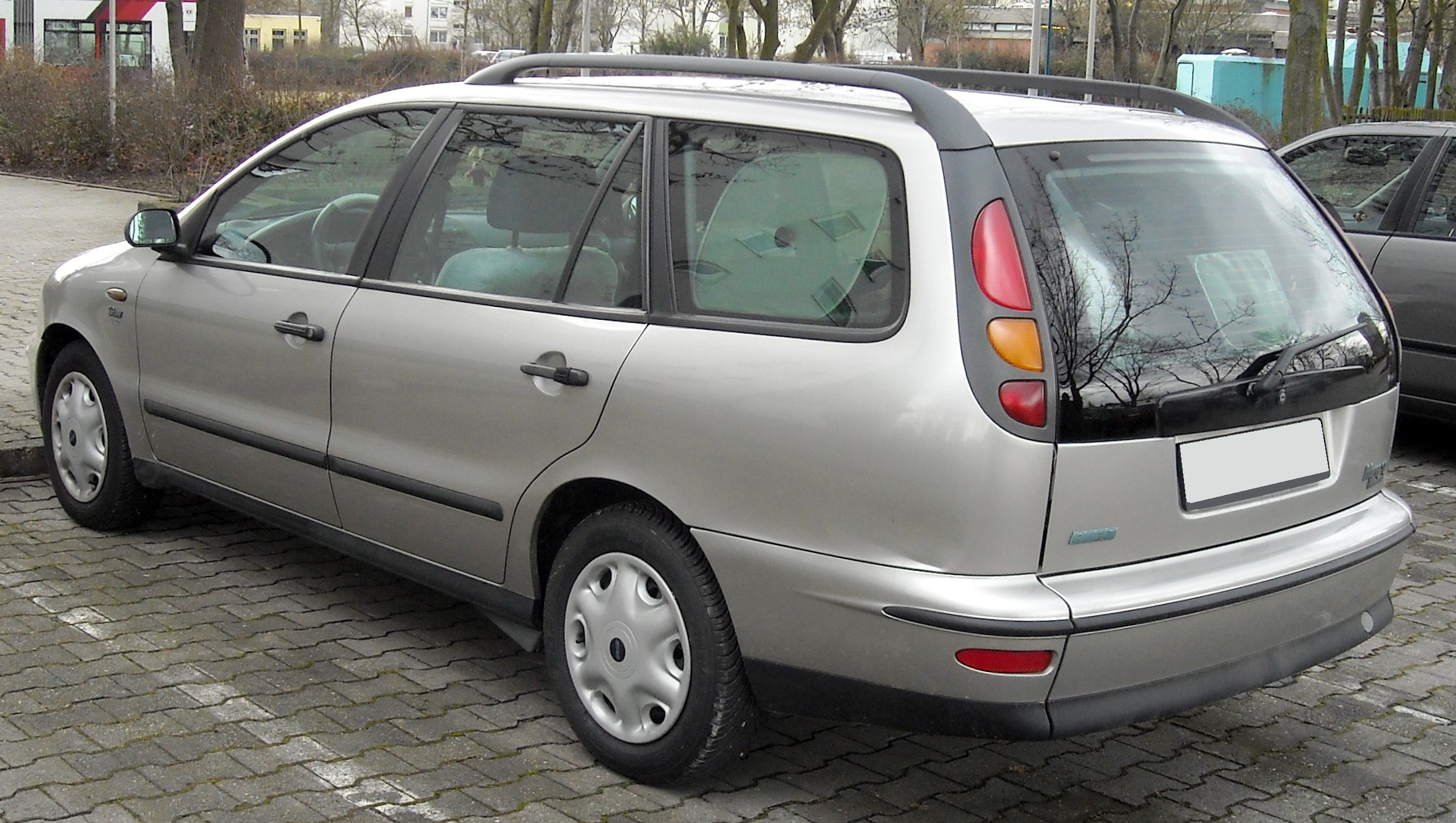
Fiat Marea Weekend (kombi)

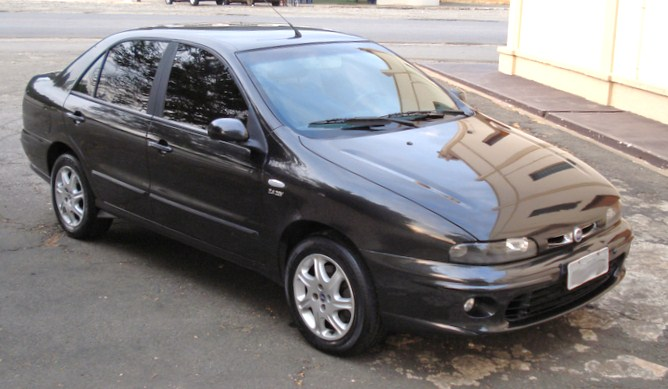
brazylijski Fiat Marea po liftingu

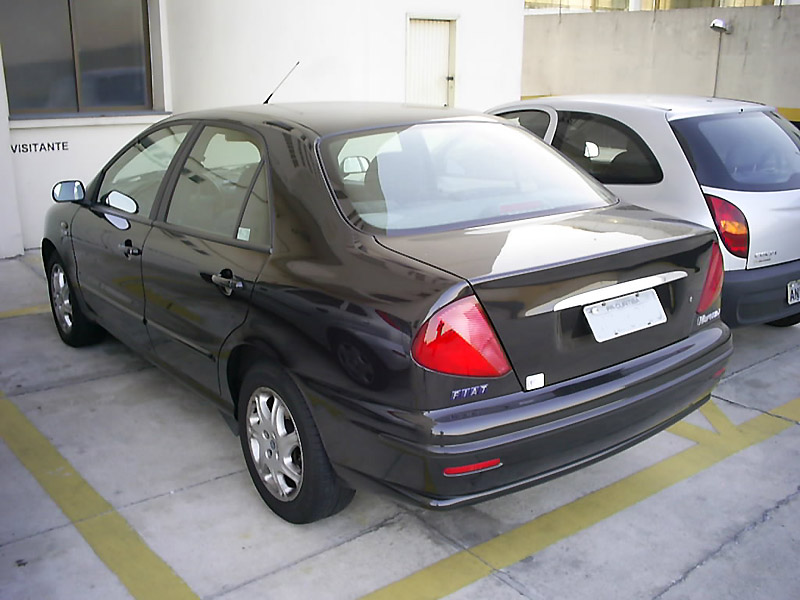
brazylijski Fiat Marea po liftingu - tył

Samochód został po raz pierwszy zaprezentowany w lipcu 1996 roku, rok po modelach Brava/Bravo, z których Marea przejęła płytę podłogową i większość podzespołów, a także wygląd. Jednakże, zastosowano kilka drobnych zabiegów stylistycznych, które pozwalały odróżnić przód od modeli Bravo i Brava oraz sprawiały, że samochód wydawał się od nich jeszcze szerszy. Inne były zderzaki przednie, lampy oraz atrapa. Zastosowano także większe koła (standardowo 175/70R14 lub 185/65R14) oraz zwiększono względem Bravo i Bravy rozstaw kół. Samochód produkowany był w dwóch wersjach nadwoziowych: sedan oraz kombi oferowane pod nazwą Marea Weekend, które dzięki zastosowaniu rozkładanego na zawiasach tylnego zderzaka, mogło przewieźć przy zamkniętej pokrywie bagażnika bardzo długie elementy.
W 1997 roku w tyskiej fabryce Fiat Auto Poland rozpoczęto montaż pojazdu w systemie SKD. 
W 1999 roku auto przeszło niewielki lifting obejmujący z zewnątrz nowe zderzaki przednie z dużym wlotem powietrza, takie same, które poprzednio stosowano wyłącznie w wersji 2.0 HLX. Zmieniona została atrapa i wprowadzone nowe logo. Zmodernizowano także detale deski rozdzielczej, takie jak zegary (półeliptyczne zastąpiono okrągłymi) czy wyloty wywietrzników. Przy którego okazji wprowadzone zostały nowe jednostki napędowe. Np. silnik 1.6 103 KM, który przy tej samej pojemności skokowej i mocy, miał nieco inne proporcje skoku cylindra do średnicy oraz zawierał zmienną długość kanałów dolotowych.
Model produkowany w Brazylii od 1998 do grudnia 2007 roku, w czerwcu 2005 roku przeszedł lifting nadwozia. Zmienione zostały m.in. tylne lampy, które zapożyczone zostały od Lancii Lybra.

### Wersje wyposażeniowe
- SX
- ELX
- HLX

W zależności od wybranej wersji wyposażeniowej auto mogło być wyposażone m.in. klimatyzację automatyczną, skórzaną kierownicę i dźwignię zmiany biegów, radio CD, 4 poduszki powietrzne, system ABS, ESP, ASR, a także elektryczne sterowanie szyb i elektryczne sterowanie lusterek, zamek centralny, immobilizer, wielofunkcyjną kierownicę, światła przeciwmgłowe, system przeciwpożarowy (FPS), skórzaną tapicerkę oraz system nawigacji satelitarnej.

### Silniki
| Wersja                 | Silnik:                              | Układ zasilania:   | Średnica × skok tłoka: | St. sprężania:     | Moc maksymalna:                     | Maks. moment obrotowy      | 0-100 km/h:        | V-max:             | Śr. zużycie paliwa na 100 km |
| Silniki benzynowe:     | Silniki benzynowe:                   | Silniki benzynowe: | Silniki benzynowe:     | Silniki benzynowe: | Silniki benzynowe:                  | Silniki benzynowe:         | Silniki benzynowe: | Silniki benzynowe: | Silniki benzynowe:           |
| ---------------------- | ------------------------------------ | ------------------ | ---------------------- | ------------------ | ----------------------------------- | -------------------------- | ------------------ | ------------------ | ---------------------------- |
| 1.4 12V                | R4 1,4 l (1370 cm³) SOHC             | wtrysk Bo Mot      | 82,00 mm × 64,80 mm    | 9,8:1              | 80 KM (59 kW) przy 6000 obr./min    | 112 N•m przy 2750 obr./min | 13,7 s             | 172 km/h           | 7,2 l                        |
| 1.6 16V                | R4 1,6 l (1581 cm³) DOHC             | wtrysk             | 86,40 mm × 76,40 mm    | 10,1:1             | 103 KM (76 kW) przy 5750 obr./min   | 144 N•m przy 4000 obr./min | 10,7 s             | 187 km/h           | 7,6 l                        |
| 1.8 16V                | R4 1,7 l (1747 cm³), DOHC            | wtrysk             | 82,00 mm × 82,70 mm    | 10,3:1             | 113 KM (83 kW) przy 5800 obr./min   | 154 N•m przy 4400 obr./min | 10,0 s             | 195 km/h           | 7,8 l                        |
| 2.0 20V                | R5 2,0 l (1998 cm³), DOHC            | wtrysk             | 82,00 mm × 75,65 mm    | 10,0:1             | 147 KM (108 kW) przy 6100 obr./min  | 186 N•m przy 4500 obr./min | 8,7 s              | 207 km/h           | 8,9 l                        |
| 2.0 20V 155 CF2        | R5 2,0 l (1998 cm³), DOHC            | wtrysk             | 82,00 mm × 75,65 mm    | 10,7:1             | 154 KM (113 kW) przy 6500 obr./min  | 186 N•m przy 3750 obr./min | 8,6 s              | 210 km/h           | 8,6l                         |
| 2.0 20V 150 CF3        | R5 2,0 l (1998 cm³), DOHC            | wtrysk             | 82,00 mm × 75,65 mm    | 10,5:1             | 150 KM (110 kW) przy 6500 obr./min  | 181 N•m przy 3750 obr./min | 8,6 s              | 210 km/h           | 8,6l                         |
| 2.0 TURBO 20V 182      | R5 2,0 l (1998 cm³)DOHC, turbo       | wtrysk             | 82,00 mm x 75,7 mm     | 9,0:1              | 182 KM (134 kW) przy 6000 obr./min  | 265 Nm przy 4500 obr./min  | 7,9 s              | 223 km/h           | b/d                          |
| 2.4 20V 160 (Brazylia) | R5 2,4 (2446 cm³)DOHC                | wtrysk             | 83,00 mm x 90,4 mm     | 10,0:1             | 160 KM (118 kW) przy 6000 obr./min  | 206 Nm przy 3500 obr./min  | 10,2 s             | 200 km/h           | b/d                          |
| Silniki wysokoprężne   |                                      |                    |                        |                    |                                     |                            |                    |                    |                              |
| 1.9 TD 75              | R4 1,9 l (1910 cm³), SOHC, turbo     | wtrysk pośredni    | 82,00 mm × 90,40 mm    | 20,7:1             | 75 KM (55 kW) przy 4200 obr./min    | 147 N•m przy 2750 obr./min | 15,2 s             | 167 km/h           | 6,2 l                        |
| 1.9 TD 100             | R4 1,9 l (1910 cm³), SOHC, turbo     | wtrysk pośredni    | 82,00 mm × 90,40 mm    | 20,7:1             | 100 KM (73,5 kW) przy 4200 obr./min | 200 N•m przy 2250 obr./min | 11,1 s             | 180 km/h           | 6,2 l                        |
| 1.9 JTD 105            | R4 1,9 l (1910 cm³), SOHC, turbo     | common rail        | 82,00 mm × 90,40 mm    | 18,45:1            | 105 KM (77 kW) przy 4000 obr./min   | 200 N•m przy 1500 obr./min | 10,8 s             | 185 km/h           | 5,8l                         |
| 1.9 JTD 110            | R4 1,9 l 8V (1910 cm³), DOHC, turbo  | common rail        | 82,00 mm × 90,40 mm    | 18,45:1            | 110 KM (81 kW) przy 4000 obr./min   | 200 N•m przy 1500 obr./min | 10,8 s             | 188 km/h           | 5,8l                         |
| 2.4 TD 125             | R5 2,4 l (2387 cm³), SOHC, turbo     | wtrysk pośredni    | 82,00 mm × 90,40 mm    | 20,7:1             | 124 KM (91 kW) przy 4000 obr./min   | 265 N•m przy 2000 obr./min | 10,5 s             | 195 km/h           | 6,8 l                        |
| 2.4 JTD 136            | R5 2,4 l 10V (2387 cm³), DOHC, turbo | common rail        | 82,00 mm × 90,40 mm    | 18,45:1            | 136 KM (100 kW) przy 4000 obr./min  | 310 N•m przy 2000 obr./min | 9,5 s              | 203 km/h           | 6,4l                         |